# Михайлов, Владимир Гаврилович (математик)
Владимир Гаврилович Михайлов (10 сентября 1945 — 13 апреля 2023) — советский и российский математик, доктор физико-математических наук (1988), старший научный сотрудник Математического института имени В. А. Стеклова РАН.

## Биография
Родился 10 сентября 1945 года.
Окончил МГУ (1968) и аспирантуру (1971). В 1974 году защитил кандидатскую диссертацию на тему «Некоторые предельные теоремы для сумм зависимых случайных величин».
С 1971 года работал в Математическом институте им. В. А. Стеклова АН СССР (РАН), последняя должность — ведущий научный сотрудник Отдела дискретной математики.
Член Академии криптографии РФ.
Научная сфера — теория вероятностей и математическая статистика (суммы случайных индикаторов, U-статистики, случайные уравнения, точность пуассоновской и нормальной аппроксимаций, комбинаторно-вероятностные задачи, случайные размещения частиц по ячейкам, суммы зависимых индикаторов).
Доктор физико-математических наук (1988, теория вероятностей и математическая статистика).
Умер 13 апреля 2023 года в возрасте 77 лет.

## Научные труды
Автор более 50 научных работ в области приложения теории вероятностей в задачах дискретной математики, в том числе:
- А. М. Зубков, В. Г. Михайлов, «Предельные распределения случайных величин, связанных с длинными повторениями в последовательности независимых испытаний», Теория вероятн. и её примен., 19:1 (1974), 173—181; Theory Probab. Appl., 19:1 (1974), 172—179
- А. М. Зубков, В. Г. Михайлов, «Оценивание минимального числа исходов с заданной суммарной вероятностью», Тр. по дискр. матем., 2, ТВП, М., 1998, 101—111
- В. Г. Михайлов, «Неравенства для числа высоковероятных исходов полиномиальной схемы», Дискрет. матем., 10:2 (1998), 45-51 mathnet (цит.: 7) crossref mathscinet zmath; V. G. Mikhailov, «Inequalities for the number of high-probability outcomes of a multinomial scheme», Discrete Math. Appl., 8:2 (1998), 119—126
- В. Г. Михайлов, «Предельные теоремы для числа ненулевых решений одной системы случайных уравнений над полем GF(2)», ТВП, 43:3 (1998), 598—606
- В. Г. Михайлов, В. П. Чистяков, “О задачах теории конечных автоматов, связанных с числом прообразов выходной последовательности”, ОППМ, 1:1 (1994), 7–32.
- В. Г. Михайлов, “Асимптотическая нормальность логарифма числа прообразов выходной последовательности конечного автомата”, ОППМ, 1:1 (1994), 126–135.
- В. Г. Михайлов, “Явные оценки в предельных теоремах для сумм случайных индикаторов”, ОППМ, 1:4 (1994), 580–617.
- В. Г. Михайлов, “Некоторые оценки точности пуассоновской аппроксимации для суммы зависимых случайных индикаторов”, ОППМ, 1:4 (1994), 618–637.
- Mikhailov V. G., “Polynomial and polynomial-like allocations: recent developments”, Probabilistic methods in discrete mathematics (Petrozavodsk, 1992), Progr. Pure Appl. Discrete Math., 1, VSP, Utrecht, 1993, 40–59.

Список публикаций: https://www.mi-ras.ru/index.php?c=pubs&id=17796&showall=show&l=0